# Antoine Fagon
Pour les articles homonymes, voir Fagon.
Antoine Fagon (né à Paris en 1665 et mort au manoir de Kerango en Plescop, Bretagne le 16 février 1742) fut évêque de Lombez de 1711 à 1719 puis évêque de Vannes de 1719 à 1742.

## Biographie
Antoine est le fils de Guy Crescent Fagon, premier médecin du roi Louis XIV de 1693 à 1715 et le frère de Louis Fagon, intendant des finances et membre du Conseil de finances.
Destiné à une carrière ecclésiastique il devient docteur en théologie en 1696. Il est doté en commande de l'abbaye de Saint-Méen en 1698, de l'abbaye de Bohéries en 1705 et de l'abbaye Notre-Dame de la Vieuville en 1706. Choisi comme évêque de Lombez le 5 avril 1711 il est confirmé le 16 mars 1712 et consacré le 22 mai suivant par Louis Antoine de Noailles. Dès 1714, il soutient le parti janséniste après la bulle Unigenitus.
Il est cependant désigné pour le diocèse de Vannes le 29 août 1719 et confirmé le 20 mars 1720. Il est député aux États de Bretagne en 1722. Dans son nouveau diocèse, il s'oppose à la majorité de son clergé et aux Jésuites à qui il n'accorde qu'une seule église pour leurs prêches et entre en conflit avec son vicaire général Jean-François-Louis Dondel (futur évêque de Dol). Il participe encore à l'assemblée générale du Clergé de 1740 et meurt dans son manoir épiscopal de Kerango le 16 février 1742.